# Intestino

El intestino (del latín: intestinus) es la porción del tubo digestivo que se encuentra entre el estómago y el ano. Su función principal es absorber los nutrientes y el agua que se ingieren durante el proceso de alimentación.

## Divisiones
En Anatomía y Fisiología se acostumbra a dividir al intestino para su estudio en dos segmentos: intestino delgado e intestino grueso.

### Intestino delgado
El intestino delgado es un tubo estrecho que parte del estómago y llega hasta el intestino grueso. Se divide en tres porciones que se llaman duodeno, yeyuno e íleon. 

El duodeno tiene unos 25 centímetros (cm) de largo y termina en el yeyuno, que mide 2,5 metros (m) y continúa para formar el íleon, que mide 3,5 m. Dado que yeyuno e íleon tienen una estructura muy parecida y se encuentran uno a continuación del otro, en ocasiones se designan de forma conjunta como yeyuno-íleon. El íleon finaliza en la válvula íleo-cecal, que lo comunica con el colon.

### Intestino grueso
El intestino grueso es un tubo algo más ancho que el intestino delgado. Mide alrededor de 1,5 m de largo y transcurre desde la válvula íleo-cecal que lo conecta con el intestino delgado hasta el ano. 

Se divide en varias porciones: ciego, apéndice vermiforme, colon ascendente, colon transverso, colon descendente, colon sigmoideo, recto y ano.

## Funciones

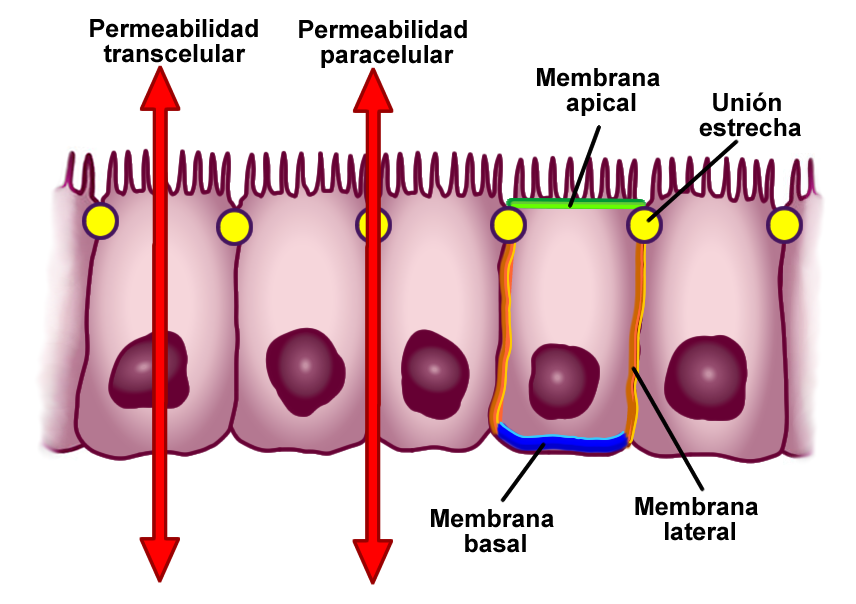
Esquema de las células del epitelio intestinal y de las rutas de permeabilidad selectiva (flechas rojas).

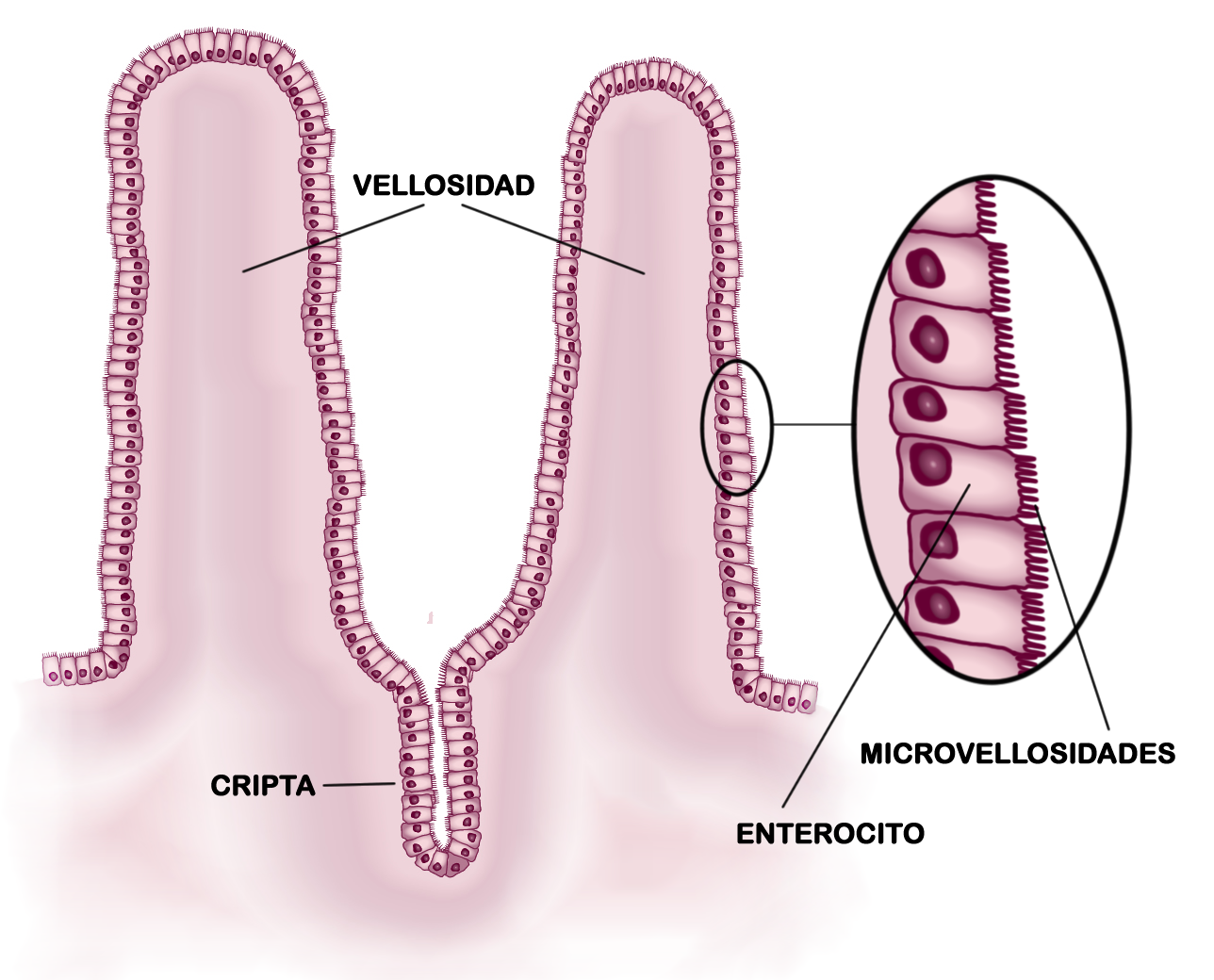
Esquema del epitelio del intestino delgado.

La mayor parte de la absorción de los alimentos se produce a través de la pared del intestino delgado. Para aumentar la superficie de absorción y facilitar el proceso, la mucosa tiene pequeñas proyecciones que reciben el nombre de vellosidades intestinales, cada una de las cuales contiene a su vez pequeños pliegues que se llaman microvellosidades. Cada vellosidad dispone de vasos sanguíneos y linfáticos mediante los cuales las sustancias absorbidas pasan a la sangre y la linfa y se distribuyen a otras partes del organismo.
El intestino grueso tiene entre otras funciones la reabsorción del agua, lo que produce la compactación de los residuos para formar las heces que son expulsadas a través del ano durante el proceso de defecación. En el interior del intestino grueso existen gran cantidad de bacterias beneficiosas, que se conocen en conjunto como microbiota intestinal, las cuales sintetizan la vitamina K y algunas vitaminas del complejo B.

## Motilidad del intestino

### Motilidad del intestino delgado
La mayor parte de la digestión de los alimentos tiene lugar en el Intestino delgado. 
Cuando los alimentos salen del estómago se han transformado en una especie de papilla que se denomina quimo. El quimo transcurre a través del intestino delgado durante un periodo de tiempo aproximado de entre cuatro y seis horas. En ese plazo se mezcla con las secreciones del páncreas que produce diversas enzimas que hacen posible el proceso de la digestión. El avance del quimo tiene lugar gracias a los movimientos activos del intestino provocados por la contracción coordinada del músculo liso que se encuentra en su pared. Estos movimientos son de varios tipos:
- Segmentación. Son contracciones y relajaciones sucesivas de unos cinco segundos de duración que afectan a un sector de la pared intestinal. Tienen una función de mezcla.
- Peristaltismo. Son ondas de contracción que avanzan a lo largo del intestino y propulsan su contenido desde el extremo proximal al distal. Su función es movilizar los alimentos a través del aparato digestivo, así como la orina desde los riñones a la vejiga, o la bilis desde la vesícula biliar hasta el duodeno.

### Motilidad del intestino grueso
El tiempo que tardan los restos alimentarios en atravesar el intestino grueso es variable, oscilando alrededor de las quince horas. Se producen varios tipos de movimientos de la pared, principalmente los siguientes:
- Movimientos en masa. Son movimientos peristálticos que propulsan el contenido a través de las distintas porciones del colon en dirección al ano.
- Segmentación. Tienen lugar varias veces por minuto y permiten prolongar el contacto entre el contenido y la mucosa.
- Vaciamiento. La distensión del recto provoca un movimiento reflejo que expulsa las heces a través del ano.

## Suministro de sangre

### Irrigación del intestino delgado

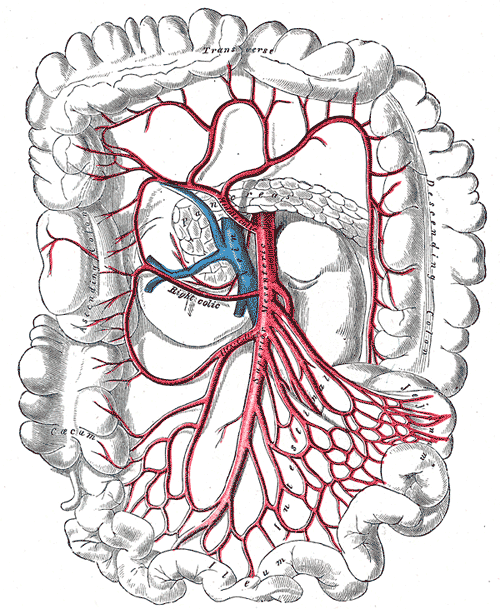
Vista frontal de la arteria mesentérica superior y sus ramas (color rojo). Intestino delgado abajo.

La irrigación proviene de la arteria mesentérica superior, rama de la aorta, que camina dentro del mesenterio y de la que nacen las arterias:
- Pancreáticoduodenales inferiores.
- Ramas yeyunales y ramos ileales: estas ramas tienen la particularidad de formar arcadas arteriales que se anastomosan unas con otras. Se forman arcadas de primer orden, nuevas arcadas a partir de éstas (de segundo orden) e incluso de tercer orden en el íleon.
- Arteria ileocólica, que termina dando cuatro ramas.

Otras ramas de la arteria mesentérica superior salen hacia el ángulo derecho del colon:
- Arteria cólica derecha
- La arteria cólica media, que se anastomosa con la anterior.

Por lo tanto, la arteria mesentérica superior irriga todo el yeyuno, el íleon y la mitad derecha del intestino grueso incluyendo el apéndice.
El flujo sanguíneo al tracto digestivo alcanza su máximo entre veinte y cuarenta minutos después de una comida y dura entre una hora y media y dos horas.

## Inervación
El sistema nervioso entérico consta de unos cien millones de neuronas que están incrustadas en el peritoneo, el revestimiento del tracto gastrointestinal que se extiende desde el esófago hasta el ano. Estas neuronas se agrupan en dos plexos: el plexo mientérico (o de Auerbach) que se encuentra entre las capas de músculo longitudinal y liso, y el plexo submucoso (o de Meissner) que se encuentra entre la capa circular de músculo liso y la mucosa.